# Les Enfants d'Hitler
Pour plus de détails, voir Fiche technique et Distribution.
Les Enfants d'Hitler (Hitler's Children) est un film américain en noir et blanc réalisé par Edward Dmytryk, sorti en 1943.
Il s'agit d'une adaptation dramatisée de l'enquête journalistique Education for Death de Gregor Ziemer.

## Synopsis
En 1933 à Berlin, dans une école, la destinée aux enfants des résidents américains, jouxte une Horst Wessel Schule, où l'on enseigne à de jeunes recrues les rudiments de la propagande nazie. Au cours d'une bagarre entre les élèves des deux écoles, Karl, un jeune hitlérien, se laisse séduire par le charme et la forte personnalité d'une enseignante de nationalité américaine et d'origine allemande, Ana Miller. 
Lorsque la guerre se déclenche en Europe, Ana, considérée désormais comme allemande, est congédiée de l'institution américaine et contrainte de travailler pour le nouveau régime. Avec courage, elle refuse d'obtempérer et sur les recommandations de Karl, devenu lieutenant, est transférée dans un camp de travail. Son ex-supérieur hiérarchique, le professeur américain Nichols, se lance désespérément à sa recherche.

## Fiche technique
- Titre : Les Enfants d'Hitler
- Titre original : Hitler's Children
- Réalisation : Edward Dmytryk
- Scénario : Emmet Lavery d'après le livre Education for Death de Gregor Ziemer
- Production : Edward A. Golden
- Musique : Roy Webb
- Photographie : Russell Metty
- Direction artistique : Carroll Clark et Albert S. D'Agostino
- Décors de plateau : Harley Miller et Darrell Silvera
- Costumes : Renié
- Montage : Joseph Noriega
- Pays d'origine : États-Unis
- Format : noir et blanc - 1,37:1 - son : Mono
- Genre : Drame
- Durée : 83 minutes
- Date de sortie :
  - États-Unis : 6 janvier 1943

## Distribution
- Tim Holt : lieutenant Karl Bruner
- Bonita Granville : Anna Miller
- Kent Smith : professeur Nichols
- Otto Kruger : Colonel Henkel
- H. B. Warner : le prêtre
- Lloyd Corrigan : Franz Erhart
- Erford Gage : Dr Schmidt
- Hans Conried : Dr Graf
- Peter Van Eyck : le sergent à l'arrestation
- Nancy Gates : Brenda
- Gavin Muir : Major nazi

Acteurs non crédités
- Rita Corday
- Elsa Janssen : Mme Muller
- Mary Stuart : une fille
- Roland Varno : un lieutenant de la S.A.

## Commentaires
Conçu dans le cadre très contraint des films de propagande, Les Enfants d'Hitler  fut, selon l'avis des archivistes de la RKO, une « véritable révélation. » Le film met en scène des situations qui ne sont point caricaturales et les personnages y sont incarnés avec beaucoup de véracité. Tim Holt, notamment, interprète un officier nazi idéaliste, épris d'une jeune femme et qui finit, au terme de certaines épreuves, par découvrir son fourvoiement idéologique. À partir d'un budget extrêmement modeste - deux cent cinq mille dollars -, le film connut un triomphe public surprenant et rapporta plus de trois millions de dollars. Paradoxalement[réf. nécessaire], le succès de ce film ne suffit pas, par la suite, à disculper Edward Dmytryk, son réalisateur, des accusations d'activités communistes. Condamné par la Commission parlementaire des activités anti-américaines, en 1948, comme les autres membres des Dix d'Hollywood, il s'exila au Royaume-Uni la même année, ne revenant purger sa peine que deux ans après.